# Вулиця Семена Палія (Одеса)
вулиця Семена Палія — вулиця в місті Одеса, розташована в Пересипському районі. Пролягає від Південної дороги до вулиці 28 бригади.
Прилучаються вулиці Марсельська, Академіка Заболотного, Ярослава Баіса та Владислава Бувалкіна.

## Історія
Вулиця виникла наприкінці 1970-х років під назвою Дніпропетровська дорога (тобто дорога, що веде на Дніпропетровськ), коли розпочалася активна забудова південної частини вулиці Академіка Заболотного. Згідно із розпорядженням № 298/а-2016 Одеської обласної державної адміністрації від 19.05.2016 року, назву вулиці змінено на честь Семена Палія.